# Mosquée Fadhloun
La mosquée Fadhloun (arabe : جامع فضلون) est une mosquée tunisienne située à la périphérie de la ville de Midoun dans l'île de Djerba.
Le 15 mars 2022, un arrêté en fait un monument classé.

## Architecture
La mosquée, bâtie au XIVe siècle, bénéficie d'une architecture typique des édifices religieux de l'île mais conçue selon un plan atypique, unique dans le patrimoine architectural tunisien. La mosquée comporte trois parties.
La salle de prière, dont l'intérieur est de forme carrée d'environ 7,5 × 7,2 mètres est coiffée d'un plafond composé de neuf coupoles soutenues par quatre colonnes centrales délimitant trois nefs ; la nef centrale se termine par un mihrab sous forme d'une simple niche sans décor particulier. Le minbar en pierre est composé de trois marches. Par des escaliers internes on accède à travers la salle de prière au toit qui donne sur un minaret trapu à deux niveaux : le premier à base carrée, le deuxième à base circulaire surmonté par une petite coupole et pourvu de plusieurs niches. De l'extérieur, la salle de prière est renforcée par plusieurs contreforts.
La cour, délimitée par un mur sur les trois côtés dont l'un est pourvu d'un mihrab dit d'été, est utilisée également pour la prière ; elle comporte également la margelle d'une citerne de collecte d'eau sous-jacente. La mosquée compte des dépendances internes et externes, dont deux salles d'enseignement coranique, une salle des ablutions, une boulangerie souterraine, un moulin à grains, une salle du cercueil et une salle des réserves alimentaires.

## Rôles
En plus de son rôle religieux, d'enseignement et d'approvisionnement en pain, avec son architecture de petite forteresse, la mosquée jouait un rôle de deuxième ligne de défense après celles des côtes garantie par les forts (bordjs).